# Bildungslandschaft
Der Begriff Bildungslandschaft beschreibt im engeren Wortsinn ein Konzept der Jugend- und Bildungspolitik, das darauf abzielt, Schulen und außerschulische Bildungseinrichtungen zu vernetzen und durch verstärkte Kooperationen Kindern und Jugendlichen bessere Bildungsbedingungen und vielfältige Bildungsmöglichkeiten zu bieten. Diese Vernetzung wird auf verschiedenen räumlichen Ebenen verfolgt, weshalb sich regionale, kommunale und lokale Bildungslandschaften unterscheiden lassen. Synonym spricht man bei dieser Art von Konzepten auch von Bildungsverbünden. Diese Art von Vernetzung ist gleichzeitig eine Form des „Blended Learning“ im Sinn der Europäischen Kommission.
In einem weiteren Wortsinn werden Lernende aller Art im Rahmen des Konzepts „Lebenslanges Lernen“ in Bildungslandschaften einbezogen.

## Ziele
Bei der Implementierung von Bildungslandschaften werden, je nach den lokalen Gegebenheiten, verschiedene Ziele verfolgt:
- Übergangsmanagement: Übergänge zwischen den Bildungseinrichtungen und -etappen sollen durch verstärkte Kooperationen im Sinne einer bruchlosen Bildungskette optimal gestaltet werden.[2][3]

- Standortfaktor Bildung stärken: Motivationen der Kommunen in Bildungslandschaften zu investieren, resultieren aus dem Wissen, dass qualitätvolle Bildungsangebote einen wichtigen Standortfaktor darstellen können.[4]

- Integrationsförderung: Bildungsbarrieren und Zugänge sollen auch für sozial benachteiligte Bevölkerungsgruppen geöffnet und gestaltet werden (z. B. durch die Teilnahme an kulturellen oder sportlichen Aktivitäten).[5][6]

- Modernem Bildungsauftrag gerecht werden: Der Bildungsauftrag in der Gegenwart ist komplexer als in der Vergangenheit. Es geht unter anderem um die Förderung einer stabilen Persönlichkeitsentwicklung und Vermittlung sozialer Kompetenzen, ein Auftrag dem traditionelle Lern- und Bildungsformen (u. a. Vermittlung von Faktenwissen im Frontalunterricht) nur bedingt gerecht werden. Es bedarf entsprechender Strukturen um diesen zu erfüllen. Eine einzelne Schule kann die vielfältigen Herausforderungen nicht mehr alleine bewältigen.[7]

- Individuelle Förderung: Kinder und Jugendliche sollen hinsichtlich ihrer individuellen Potentiale Ausgangspunkt der Organisation von Bildungs- und Lernprozessen sein.[2]

- Öffnung der Bildungseinrichtungen in den Stadtteil:[8] Um Kindern- und Jugendlichen das gesamte Spektrum an Bildung anbieten zu können, müssen sich Schulen dem Stadtteil öffnen (Schulen als Stadtteilzentren), was die Vernetzung und Kooperation mit anderen Bildungseinrichtungen erfordert.

## Die Gestaltung von Bildungslandschaften
Für die Gestaltung von Bildungslandschaften wichtig ist die Zusammenarbeit der für die Planung von Schule und Kinder- und Jugendhilfe zuständigen Bereiche. Erste Ansätze hierfür sind erkennbar: So haben bereits mehrere Städte einen Fachbereich für Jugend und Schule eingerichtet, in dem die kommunalen Schulverwaltungsämter und das Jugendamt zusammengeführt werden. Dadurch ergeben sich neue Möglichkeiten bezüglich der Abstimmung dieser Ressorts hinsichtlich einer gemeinsamen, integrierten Planung.
Bei der Gestaltung von Bildungslandschaften kann nicht nach einem einheitlichen Schema vorgegangen werden. Der Aufbau muss sich an der Situation vor Ort orientieren, Details müssen sich den lokalen Gegebenheiten anpassen und von allen beteiligten Akteuren ausgehandelt werden. Für das nachhaltige Funktionieren einer Bildungslandschaft ist es von Bedeutung, dass sie nicht einfach per Erlass „von oben“, also z. B. der Kommune, eingerichtet wird. Vielmehr muss der Prozess in einem dialogischen Verfahren zwischen den Beteiligten, die ein Grundinteresse und Mitwirkbereitschaft signalisieren sollten, entwickelt werden.

## Grundsätze
Dem Konzept Bildungslandschaft liegt ein ganzheitliches Bildungsverständnis zu Grunde, welches davon ausgeht, dass Kinder und Jugendliche nicht ausschließlich durch formale Lernprozesse in einer Bildungs- oder Ausbildungseinrichtung Kompetenzen erwerben. Bildung ist mehr als reine Anhäufung von Wissen und Lernen findet überall in unterschiedlichster Weise statt. Dies muss berücksichtigt werden, sollen Kinder und Jugendliche für alle Bereiche der Gesellschaft handlungsfähig gemacht werden. Menschen erfahren Bildung neben formellen ebenso durch informelle Lernprozesse (informelles Lernen – Lernen, das im Alltag, am Arbeitsplatz, im Familienkreis oder in der Freizeit stattfindet). Im Sinne einer solchen Interpretation können sich Kinder und Jugendliche an vielfältigen Orten ihres Sozialraumes bilden. Demzufolge müssen Bildungsorte wie Einrichtungen der Jugendhilfe, Musikvereine, Nachmittagsbetreuung etc. als wichtige Bildungspartner im Stadtteil neben der Schule begriffen werden.
Schule und Jugendhilfe sind die zentralen Institutionen im Konzept Bildungslandschaft. Als wichtig betrachtet wird die Verzahnung der, bisher eher separat arbeitenden, Ressorts Schulentwicklungs- und Jugendhilfeplanung zu einer kommunalen Bildungsplanung. Hierbei geht es um integriertes Handeln in Bezug auf die kommunale Bildungspolitik, indem traditionell getrennt voneinander arbeitende Ämter (neben den für Schulentwicklung und Jugendhilfe zuständigen Ämtern u. a. Amt für Stadtplanung, Gebäudewirtschaft etc.) zusammen die Schulentwicklungspolitik für ihre Gemeinde erarbeiten.
Wichtiger Bestandteil in der Diskussion um Bildungslandschaften sind Ganztagsschulen. Sie bilden eine Art Zwischenstufe zwischen dem traditionell autonomen Agieren von Schulen und der Kooperation mehrere Bildungseinrichtungen in einer Bildungslandschaft.

## Hintergründe des Konzepts
Bildung fördern: Der 12. Kinder- und Jugendbericht schlussfolgert, dass Städte vielfältige Bildungsorte und -gelegenheiten brauchen, die zahlreichen Bildungs- und Lernmöglichkeiten müssen in ein produktives Wechselspiel gebracht werden.
Sozialwissenschaftlicher Diskurs zu Ansätzen der Regionalisierung: Der Ausdruck gesellschaftlicher Strukturen in konkreten lokalen Verhältnissen (z. B. auf Stadtteilebene) wird zunehmend betrachtet und diskutiert.
Trend und Forderung einer stärkeren kommunalen Steuerung und Gestaltung von Bildung: Traditionell sind die Kommunen in Deutschland nur für „äußere“ Schulangelegenheiten zuständig. Das heißt, sie können über die Errichtung und Gestaltung von Schulgebäuden bestimmen, nicht jedoch über inhaltliche Konzepte wie der Unterrichtsgestaltung. Diese Verantwortung liegt bei den Bundesländern. Mittlerweile nehmen Kommunen jedoch auch in diesem Bereich zunehmend Einfluss u. a. im Rahmen der Erstellung von Konzepten für die Ganztagsschule.

## Akteure
Das Vorhaben eine Bildungslandschaft in einer Region, einer Kommune oder einem Stadtteil einzurichten, kann aus verschiedenen Motivationen heraus entstehen. Dementsprechend gestalten sich die jeweiligen Akteurskonstellationen. Kinder und Jugendliche gelten als wichtige und ernstzunehmende Mitgestalter in Bildungslandschaften, denn sie sind die Hauptadressaten der Bildungsprojekte.
Grundsätzlich können alle Einrichtungen vertreten sein, die Kinder und Jugendliche an formalen und informellen Lernprozessen teilhaben lassen. Dies sind neben Schulen u. a. Einrichtungen und Angebote der Jugendhilfe, Kultureinrichtungen, Institutionen im Bereich der Gesundheitsförderung, des Sports, der Ausbildung und Arbeitsförderung. Weitere Verknüpfungen finden statt in den Feldern Nachmittagsbetreuung, Hausaufgabengestaltung, Medienerziehung, Kinder- und Jugendschutz, musische Bildung, Partizipationsprojekte, interkulturelle Arbeit etc.

## Beispiele für Bildungslandschaften
- Köln: Bildungslandschaft Altstadt-Nord
- Hamburg: Bildungszentrum Tor zur Welt[21]
- Berlin: Bildungsmeile Wutzkyallee in der Gropiusstadt[22]
- Kreis Paderborn: Bildungs- und Integrationsregion[23]

## Digitale Bildungslandschaften
In den letzten Jahren kommt es immer häufiger vor, dass dem Trend zur Digitalisierung des Bildungswesens dadurch Rechnung getragen wird, dass der Begriff Bildungslandschaft um das Attribut digital ergänzt wird.
In diesem Sinne versteht sich z. B. die Region Malchin in Mecklenburg-Vorpommern als „digitale Bildungslandschaft“. Kernprojekt der Bildungslandschaft ist „die organisatorische und didaktische Kombination von analogem und digitalem Lernen über eine virtuelle Bildungslandschaft“. Die Beteiligten arbeiten gemeinsam an der Beantwortung der Fragen: „1) Wie lassen sich schulische und außerschulische Lernorte zu Lernwelten vernetzen? 2) Wie lassen sich traditionelle Bildungsträger für digitale Lernräume aufschließen und qualifizieren?“
Die für die Digitale Bildungslandschaft Malchin Verantwortlichen verstehen sich als Teil des Reallabors „Regionale Wissens- und Bildungslandschaft als Faktor für Resilienzfähigkeit von Institutionen und Bürger*innen in Umbruchprozessen“. Die „Bildungslandschaft“ bildet dabei die Lerninfrastruktur des Reallabors. Bei diesem geht es „um die Entwicklung des Konzeptes einer ‚Transformativen Zelle‘, also eines Kerns für Veränderungen.“ Das Teilprojekt „digitale Bildungslandschaft“ des Reallabors „soll aus einer virtuellen Lernplattform und realen Lernorten bestehen. Transformationswissen und benötigte Kompetenzen (transformative literacy) sollen von Aktivisten, Bürgern, Promotoren, und Institutionen erschlossen, transferiert, angepasst, aufbereitet und weiter vermittelt werden.“
Von dem von August-Wilhelm Scheer und Christian Wachter 2016 veröffentlichten Buch „Digitale Bildungslandschaften“ ausgehend, wird der Begriff Digitale Bildungslandschaften gelegentlich auch auf eine Weise benutzt, bei der der Bezug zu bestimmten Orten oder Regionen aufgegeben wurde. Scheer/Wachter definieren den Begriff „Digitale Bildungslandschaften“ folgendermaßen: „Digitale Bildungslandschaften versuchen, jedem und jeder überall Zugang zu Bildung zu verschaffen. Sie ermöglichen Zugang zu Bildungsmaterialien im generellen und individuellen Rahmen.“ In diesem Kontext bezieht sich der Begriff sowohl auf Herausforderungen, die sich Medienpädagogen, als auch auf solche, die sich Bildungstechnologen stellen. Mit dem Abrücken von der Wortbedeutung „Landschaft = in der physischen Realität auffindbare Gegend“ wird dem Umstand Rechnung getragen, dass die Bedeutung der Kategorie „Raum“ umso irrelevanter wird, je mehr die Wahrnehmung der Lernenden sich auf Virtualität stützt. Dies trifft auch auf die „digitalen Lernräume“ in der „Bildungslandschaft Malchin“ zu (wobei allerdings durch die erste oben zitierte Frage der Bezug zum physischen Raum – hier: des strukturschwachen, dünn besiedelten ländlichen Amts Malchin am Kummerower See – erhalten bleibt).
Susanne Keuchel forderte im Namen des Deutschen Kulturrats 2020 angesichts der während der COVID-19-Pandemie in Deutschland gemachten Erfahrungen mit der Praxis des Distanzunterrichts einen Digitalpakt 2.0. Der Hauptzweck der Neuauflage des Digitalpakts müsse in der Schaffung von „analog-digitalen Bildungslandschaften“ bestehen. Keuchel warnt vor einem zu engen, rein technikbezogenen Verständnis von Digitalisierung. „Es ist jedoch nicht allein Technik, die eine digitale Transformation von Bildung gewährleistet. Es bedarf auch einer pädagogischen Anwendung der digitalen Technik, sozusagen eine ‚Kultivierung‘, eine ‚Urbarmachung‘ von Technik, das Schaffen von technischen Bedingungen, die ‚pädagogisches‘ Wachstum gewährleisten.“